# Tompa (Magyarország)
Tompa város Bács-Kiskun vármegyében, a Kiskunhalasi járásban.

## Fekvése
Tompa közel ötezer lelket számláló, nagy forgalmú nemzetközi közúti határátkelővel rendelkező város a Bácskai-síkvidéken, Bács-Kiskun megye déli részén. A kiskunhalasi kistérséghez tartozik, mintegy 28 kilométerre délre fekszik Kiskunhalastól.
Földrajzi elhelyezkedése:
Északi szélesség: 46°23'
Keleti hosszúság: 19°30'
A szomszédos települések a határ magyar oldalán: észak felől Kisszállás, kelet felől Kelebia, délnyugat felől Csikéria, nyugat felől pedig Mélykút. Dél felől Szabadkához tartozó területek határolják.

### Megközelítése
A település legfontosabb közúti megközelítési útvonala a Solttól az országhatárig vezető 53-as főút, ezen érhető el az ország északibb részei felől; a főút régebben végigkanyargott a belterületén, ma már nyugati irányban elkerüli azt. További kedvező közlekedési adottsága, hogy alig több, mint 7 kilométerre helyezkedik el déli irányban az 53-as és az 55-ös főutak találkozásától, így keleti és nyugati irányból, Szeged, illetve Baja és a Dél-Dunántúl felől is egyszerű a közúti megközelítése.
Belterületétől délre áthalad a határai közt kelet-nyugati irányban az 5501-es út, ez köti össze Kelebiával és Csikériával is; Mélykúttal az 5502-es út köti össze.
A hazai vasútvonalak közül a települést a MÁV 150-es számú Budapest–Kelebia-vasútvonala érinti, melynek egy megállási pontja van itt. Tompa megállóhely a belterülettől légvonalban mintegy 4,5, közúton nagyjából 6 kilométerre északkeletre helyezkedik el, közúti elérését az 53-as főútból kiágazó 55 301-es számú mellékút teszi lehetővé.

## Története
Tompa településtörténete egészen az i. e. időkre nyúlik vissza, hiszen Kr. e. 1. század második felében már éltek e területen különböző népek. Tompa területén több hun-kori temetőt találtak.
Tompa, mint férfinév már 1055-től előfordult. A névadó esetleg Tompa László kun-kapitány lehetett, akit 1370-ben említenek egy oklevélben. 1439-ben Albert király a települést és környékét – Szabadkát, Kiskunhalast és Madarast – Hunyadi Jánosnak adta zálogba. 1572-től a település Szabadkához tartozott, Tompa-pusztának hívták.
Tompa önálló története a trianoni békeszerződést követően vette kezdetét. Az új országhatár elvágta a pusztát addigi anyavárosától, ezért 1922-ben önálló községgé szervezték és Bács-Bodrog vármegyéhez csatolták.
A település 2004. július 1-jén városi rangot kapott.

## Közélete

### Polgármesterei
- 1990–1994: Lengyelné László Veronika (független)[3]
- 1994–1998: Lengyelné László Veronika (független)[4]
- 1998–2002: Lengyelné László Veronika (független)[5]
- 2002–2006: Lengyelné László Veronika (független)[6]
- 2006–2010: Belágyi Mihály (független)[7]
- 2010–2012: Dr. Homoki-Szabó Róbert (független)[8]
- 2012–2014: Véh László (független)[9][10]
- 2014–2019: Véh László (független)[11]
- 2019–2024: Véh László (független)[12]
- 2024– : Kovács Gábor (független)[1]

A településen 2012. július 1-jén időközi polgármester-választást (és képviselő-testületi választást) kellett tartani, mert az előző képviselő-testület 2012. április 28-án feloszlatta magát. A választáson az addigi polgármester is elindult, de egyetlen kihívója közel 120 szavazattal többet szerzett nála, így ő nyerte el a polgármesteri tisztséget.
Véh László polgármester 2024. augusztus 22-én, szeptember 1-jei hatállyal – jóval azután, hogy a június 9-i önkormányzati választáson újraválasztották, de még bőven azelőtt, hogy új mandátuma október 1-jével érvénybe lépett volna – lemondott posztjáról. Lemondásával egyidejűleg azt is bejelentette, hogy a júniusban elnyert mandátumát sem fogja felvenni; a település irányítását ezért ügyvezető polgármesterként Gubics Lajos alpolgármester vette át, október 1. után pedig erre az újonnan felállt képviselő-testület korelnöke vált jogosulttá. Az aktus miatt szükségessé vált időközi választást november 17-én tartották, három független jelölt részvételével, akik közül a győztes az érvényesen leadott szavazatok csaknem kétharmadával nyerte el mandátumát.

## Népesség
A település népességének változása:
| Lakosok száma | 4423 | 4368 | 4295 | 4238 | 3972 | 3966 | 3932 |
|               | 2013 | 2014 | 2018 | 2021 | 2022 | 2023 | 2024 |

A 2011-es népszámlálás során a lakosok 87,6%-a magyarnak, 1,4% cigánynak, 1,1% horvátnak, 0,4% németnek, 0,5% románnak, 1% szerbnek mondta magát (12,3% nem nyilatkozott; a kettős identitások miatt a végösszeg nagyobb lehet 100%-nál). A vallási megoszlás a következő volt: római katolikus 56,9%, református 2,5%, evangélikus 0,5%, görögkatolikus 0,3%, felekezeten kívüli 15,3% (21,2% nem nyilatkozott).
2022-ben a lakosság 85,3%-a vallotta magát magyarnak, 1,5% szerbnek, 1% horvátnak, 0,7% németnek, 0,6% cigánynak, 0,3% románnak, 0,1% örménynek, 0,1% lengyelnek, 1,3% egyéb, nem hazai nemzetiségűnek (14,4% nem nyilatkozott; a kettős identitások miatt a végösszeg nagyobb lehet 100%-nál). Vallásuk szerint 38,3% volt római katolikus, 1,6% református, 0,3% evangélikus, 0,2% görög katolikus, 0,1% ortodox, 2,9% egyéb keresztény, 1,2% egyéb katolikus, 16,4% felekezeten kívüli (38,9% nem válaszolt).

## Nevezetességei
Tompa nagyközség rövid történelmi múltra tekint vissza. Ebből adódóan műemléki épületekkel nem bővelkedik. Tompán a Szabadföldön található két műemlék jellegű épület, a katolikus Szent Anna-templom és a rasztinai és rottenhauseni báró Redl család kastélya.

### Szent Anna-templom
A templom 1893–1905 között épült neogótikus stílusban Wágner Károly tervei alapján.
A neogót stílusú templomot az egykori házi kápolna alapzatára Wágner Károly építette 1893-tól 1905-ig.
A köveket és a márványt helyben faragták, csiszolták Karlo Sporeni olasz szobrászművész irányításával.
Az épület tetejét fedő színes majolikát a pécsi Zsolnay porcelángyár készítette. A templom egymanuál-pedálos orgonáját szintén 1905-ben építette a pécsi Angster cég.
A templom tornya 35 méter magas. A gót építészet elemeit magán viselő torony homlokzat felőli részeit az apostolok és Szent Márk evangélista kőből faragott szobrai díszítik. Felső része gazdagon csipkézett kőfaragás, kúszó levelekkel mintázva. A főtorony mellett több kisebb díszítőtorony is épült. A kőfaragásokat és a puhakőből készült szobrokat – így az apostolokét is – magyar szobrász készítette, akinek nevét sajnos nem tudjuk bizonyosan. Az attika falakon díszköpőket láthatunk, amelyek állatokat ábrázolnak, s mindegyik más állatot mintáz.
A templomból számtalan kegytárgy maradt az utókorra, jelenleg Kalocsán az érsekségben őrzik őket. Nagy értékük miatt 1997-ben a berendezési tárgyakat szakszerűen csomagolva Kalocsára szállították állagmegóvás és restaurálás céljából, dr. Dankó László érsek elrendelésére. A templomból összesen 59 darab műtárgy került elszállításra.

### Redl-kastély
Közvetlenül a Szent Anna-templom mellett áll a Redl-kastély. A kastély romantikus stílusban épült az 1860-as években. A kastély utolsó ura báró Podmaniczky Endre főispán volt. 1945 után a Népjóléti Minisztérium hadirokkant otthont rendezett itt be, ahol a második világháborúban megsebesült katonákat helyeztek el. Később volt raktár, termelőszövetkezeti iroda, 1957 óta a Fővárosi Tanács (Jelenleg Fővárosi Önkormányzat) kezelésében van, pszichiátriai betegotthonként működik.